# Lobulia subalpina
Espèce
Lobulia subalpina est une espèce de sauriens de la famille des Scincidae.

## Répartition
Cette espèce est endémique de la province de Morobe en Papouasie-Nouvelle-Guinée. Elle se rencontre entre 2 350 et 3 200 m d'altitude.

## Étymologie
Cette espèce est nommée en référence à la distribution de ce saurien que l'on retrouve à haute altitude, mais pas autant que Lobulia alpina.

## Publication originale
- Greer, Allison & Cogger, 2005 : Four new species of Lobulia (Lacertilia: Scincidae) from high altitude in New Guinea. Herpetological Monographs, vol. 19, p. 153-179.